# 李天衢
李天衢（1474年—？），字行之，山西太原府平定州樂平縣人，軍籍，明朝政治人物。

## 生平
弘治八年（1495年）乙卯科山西鄉試第十四名舉人。弘治九年（1496年）中式丙辰科會試第二百九十四名，三甲第一百九十二名進士。正德初坐公罪，法应运炭还职，刘瑾矫旨责其粗俗无才，三年（1508年）七月由刑部员外郎降调陈州知州，歷升河南按察司佥事，睢宁兵备，七年丁憂，服闋，復除原职，十年二月升陕西右参议。

## 家族
曾祖李季忠，恩例冠帶；祖父李寧，封給事中；父李岱，南京刑科給事中。母趙氏（封孺人）。重庆下。弟天定。妻乔氏，李天衢卒，孀居三十馀年，足不履户外，廵按御史苏旌其贞节。